# 北原拓
北原 拓（きたはら たく、1960年10月2日 - ）は、日本の歌手、実業家。長野県出身。

## 略歴・人物
中学時代から兄の影響でロックを聴き始め、高校時代にQUEENに影響されてバンドを始めた。高校在学中の1977年にヤマハ・ライト・ミュージック・コンテストに参加しボーカル賞を獲得し、卒業後上京しプロとして活動を始める。
主にアニメソング・特撮ソングを手掛け、代表曲に『超新星フラッシュマン』OPの「超新星フラッシュマン」、『ダッシュ!四駆郎』OPの「BE TOP」などがある。ジャッキー・チェンの主演映画「成龍拳」のテーマを歌ったこともある。
1990年以降は一時活動を休止していた時期もあったが、2000年代に入ってからはライブイベント「スーパー戦隊“魂”」に参加するなど再び音楽活動を行っている。
2001年には「影山ヒロノブのただいま制作中」に出演し、影山やスタジオミュージシャンとともに「RADIODRIVE」というバンドを結成。CDシングル1枚発売。
また、自身の音楽活動と並行してレコード会社「ティームエンタテインメント」を設立、同レーベルからは影山ヒロノブや串田アキラ、クリスタルキング、井上あずみ、岩崎良美、斎藤由貴らが作品を発表している。現在は退社。

## 代表曲
- 「成龍拳」（『成龍拳』日本語版主題歌）※北原深 名義
- 「セクシー・アドベンチャー」（『ルパン三世 PARTIII』OP主題歌カバー）※北原深 名義
- 超新星フラッシュマン（1986年）
  - 「超新星フラッシュマン」（OP主題歌）
  - 「ファイティングポーズ、フラッシュマン!」（ED主題歌）
  - 「ハートは火花さ、フラッシュマン」（挿入歌）※北原拓、こおろぎ'73、SHINES 名義
  - 「熱いハートのスペクトル」（イメージソング）
  - 「フラッシュマン魂」（イメージソング）
  - 「フラッシュマンの誓い」（イメージソング）
- 「サムシング、それは…」（『もりもりぼっくん』挿入歌/1986年）
- 「オレってガキかな!?」（『愛からはじまるサスペンス』イメージソング/1987年）
- 「ねこバス」（『となりのトトロ』イメージソング/1988年）
- ハロー!レディリン（1988年）
  - 「少女のままで」（イメージソング）
  - 「旅立ちの前夜」（イメージソング）
  - 「ワンダーランドへおいで」（イメージソング）
- 「アブナイ少年〜キーオのテーマ〜」（『ひみつのアッコちゃん (2期)』挿入歌/1988年）
- 「ヴイナスの風 (Wind On The Venus)」（『ヴイナス戦記』挿入歌/1989年）
- ダッシュ!四駆郎（1989年）
  - 「BE TOP」（OP主題歌）
  - 「果てしなき挑戦」（ED主題歌）
- On The Road（『グローランサー2』OP/2001年） ※RADIODRIVE名義
- After Grow（2001年） ※RADIODRIVE名義
- 「旅立ちの扉」（『イリスのアトリエ エターナルマナ2』挿入歌/2005年）

## 出演
- スーパー戦隊“魂” 2004
- スーパー戦隊“魂”II 2006
- スーパー戦隊“魂”III 2008
- スーパー戦隊“魂”V 2011
- スーパー戦隊“魂”VII 2013
- スーパー戦隊“魂”VIII 2014